# Norihiro Yasue
 (décembre 2022).
Si vous disposez d'ouvrages ou d'articles de référence ou si vous connaissez des sites web de qualité traitant du thème abordé ici, merci de compléter l'article en donnant les références utiles à sa vérifiabilité et en les liant à la section « Notes et références ».
Norihiro Yasue (安江仙弘, Yasue Norihiro) (12 janvier 1886 - 4 août 1950) est un colonel de l'armée impériale japonaise qui joua un rôle important dans le « plan Fugu » durant lequel des Juifs devaient être évacués d'Europe et emmenés dans les territoires occupés par le Japon durant la Seconde Guerre mondiale. Il est aujourd'hui reconnu comme l'un des « experts juifs » japonais, au même titre que le capitaine Koreshige Inuzuka. Il meurt dans un camp de travail en Sibérie.

## Biographie
Yasue est né à Akita d'un père ancien samouraï au service du domaine de Matsumoto qui sert ensuite le gouvernement de Meiji à Taïwan. Il est diplômé de la 21e promotion de l'académie de l'armée impériale japonaise, où il a pour camarades de classe Kanji Ishiwara et Kiichirō Higuchi, en mai 1905.
À 33 ans, le capitaine Yasue participe à l'intervention en Sibérie pour aider le mouvement des Russes blancs contre l'Armée rouge bolchévik. Spécialiste de la langue russe, il est assigné dans l'État-major de Grigori Semenov, un antisémite convaincu qui distribue des copies des Protocoles des Sages de Sion à toutes ses troupes, en même temps que les armes et les rations. Avec quelques douzaines de soldats japonais, Yasue lit et accepte les prémices des Protocoles et ils guident la plupart de ses actions et opinions au début de la Seconde Guerre mondiale.
De retour au Japon en 1922, Yasue travaille au bureau du renseignement militaire, traduit les Protocoles en japonais, et continue de discuter avec Koreshige Inuzuka et d'autres de la question juive en Russie. Leur groupe s'agrandit rapidement, publie des articles dans les journaux de l'armée, et tient des conférences informelles et des groupes de discussions. Après la publication de sa traduction des Protocoles, Yasue attire l'attention du ministère des Affaires étrangères et est envoyé en 1926 en Palestine mandataire pour faire des recherches sur le peuple juif. Sur place, il voyage dans tout le pays et discute avec diverses personnes, dont des meneurs juifs comme Chaim Weizmann et David Ben Gourion, des fermiers, des marchands, et des rabbins. Il s'intéresse particulièrement au nouveau mouvement kibboutz, et il en vient à penser qu'ils pourraient être utilisés par les Juifs dans leur conquête du monde. Son rapport au ministère des Affaires étrangères révèle cependant qu'aucune des personnes rencontrées ne mentionnait un quelconque complot mondial.
La guerre approchant dans les années 1930, l'influence de Yasue et de ses camarades augmente, en particulier chez les déçus par le manque de respect qui reçoit le Japon sur la scène mondiale et qui se méfient des changements culturels qui accompagnent le « progrès ». C'est à cette époque qu'Yasue et ses « experts juifs » rencontrent l'auto-proclamée « faction de Mandchourie », un groupe d'industriels et d'officiers militaires qui considèrent que la Mandchourie est cruciale pour le succès du Japon. Yoshisuke Aikawa en particulier est intéressé par les idées de Yasue, et lui suggère d'utiliser les Juifs pour aider à développer le Mandchoukouo. Au travers de leur partenariat et de leurs discussions, l'idée du « plan Fugu » naît et est développée.
Le plan connait cependant un obstacle majeur à peine après sa conception. Deux ans après l'incident de Mukden qui est le prétexte de l'invasion japonaise de la Mandchourie un jeune Juif nommé Simon Kaspé (en) est enlevé, torturé et assassiné. Les Juifs fuient alors la ville mandchoue d'Harbin par milliers. Yasue est chargé officiellement d'endiguer et d'inverser cet exode. À cette fin, il recherche le docteur Abraham Kaufman (en), figure importante et respectée des Juifs du Mandchoukouo. Il gagne progressivement son respect et son amitié et l'aide à former le « conseil juif d'extrême-orient » en 1937, un corps officiel représentant les vues de la communauté juive locale. Yasue, maintenant promu colonel, est assigné alors à Dairen mais continue de se rendre à Harbin pour parler avec Kaufman et à d'autres réunions et activités liées à ses plans concernant la communauté juive.
La « conférence des cinq ministres » en 1938 fournit le feu vert officiel pour Yasue et ses collègues de commencer la mise en place d'installation de Juifs à Shanghai.
En 1939, Yasue, le capitaine Koreshige Inuzuka et Shiro Ishiguro du ministère des Affaires étrangères, recommandent que le Japon crée une région autonome juive près de Shanghai, fournissant un lieu de vie sûr aux Juifs, et leur garantissant l'autonomie de vie qu'ils désirent. Les trois hommes espèrent ainsi attirer plus de Juifs à la cause du Japon. Ils commencent à se rencontrer régulièrement, au consulat de Shanghai ou à bord du croiseur Izumo ancré dans le port juste au large du Bund. Yasue continue ses activités à Harbin à cette époque, organise une troisième conférence de la communauté juive d'Extrême-Orient, s'associe avec le président de la société des chemins de fer de Mandchourie du Sud, Yōsuke Matsuoka, et avec Setsuzo Kotsuji (en), le seul Japonais au monde à cette époque à savoir parler et lire l'hébreu. Yasue s'arrange également pour qu'Abraham Kaufman soit invité à Tokyo en visite officielle.
Pendant les années suivantes, Yasue est au centre des opérations de presque tous les aspects du plan Fugu. Avec Inuzuka et une poignée d'autres, il coordonne tout, du choix des sites d'installation, au transport des Juifs, tout en discutant avec les chefs des communautés juives pour gagner leur soutien économique et moral, et travaille avec le maximum de moyens que lui accorde le gouvernement et l'armée japonaises. Il organise des missions vers les communautés juives des États-Unis et considère qu'il crée un « Israël en Asie » pour celle de Mandchourie. Suggérant d'installer cette communauté en Mandchourie plutôt qu'à Shanghai ou d'autres sites préférés par ses camarades, Yasue espère également que la communauté locale pourra être aussi autonome que possible. Membre le plus idéaliste du groupe, selon Marvin Tokayer, Yasue est le plus intéressé par le bien-être et les bénéfices des Juifs locaux. Il pense aussi que des restrictions imposées à cette communauté empêcheront d'obtenir le maximum d'influence positive sur la puissance japonaise, et pourraient même mettre en danger les vues bienveillantes de la communauté juive envers le Japon. Contre ses volontés, le commandant de l'armée expéditionnaire japonaise de Chine ordonne que la communauté soit étroitement supervisée et guidée, tout en ayant une apparente autonomie.
Yasue est sommairement démis de son poste, puis de l'armée, en 1940, en réponse à la signature du pacte tripartite qui scelle officiellement l'alliance du Japon avec l'Allemagne nazie. Bien qu'il reste représentant du gouvernement et continue d'être actif dans l'exécution du plan Fugu, il ne peut pas conserver officiellement son poste en tant que membre connu d'une faction pro-juive. Il se rend immédiatement à Tokyo pour prier le gouvernement de ne pas permettre aux pays étrangers, c'est-à-dire l'Allemagne, de dicter la politique japonaise. Une réintégration lui est offerte mais il la refuse. Bien que Yasue est à l'origine très antisémite, Tokayer suggère qu'il est véritablement devenu pro-juif à cette époque. Il contribue encore un temps à diverses publication sur la situation des Juifs, comme dans Kokusai Himitsu Ryoku no Kenkyu (国際秘密力の研究, « Études dans la conspiration internationale »), sous le nom de plume Hokoshi, mais cesse d'y participer une fois retiré de l'armée.
En 1942, le plan Fugu tombe en morceaux. L'aide japonaise aux Juifs n'est pas tolérée par l'allié du Japon, l'Allemagne nazie, et les tentatives japonaises de transporter des Juifs via la Russie sont bloquées quand le pays devient l'ennemi de l'Allemagne et du Japon. La même année, le chef de la Gestapo, Josef Albert Meisinger, est envoyé à Shanghai pour commencer les préparations à l'extermination de la population du ghetto de Shanghai qui n'est heureusement jamais effectuée car la communauté demande l'aide de Yasue et de ses camarades qui révèlent les intentions de Meisinger au gouvernement japonais et qui l'empêche totalement.
Conseiller au gouvernement du Mandchoukouo durant la guerre et basé à Darien, Yasue devient de moins en moins impliqué dans le plan Fugu. Il maintient cependant ses contacts, et une certaine implication, dans la communauté juive de Shanghai qui a d'ailleurs été créée par son action. Lorsque l'Union soviétique envahit le Mandchoukouo en août 1945, juste avant la capitulation du Japon et la fin de la guerre, Yasue n'essaie pas de fuir au Japon. Il fait ses adieux à sa famille tout en exprimant son point de vue que toute sa génération est à blâmer pour la guerre et ses conséquences. Il ne considère pas qu'il est honorable de fuir ses responsabilités et il laisse capturer par les forces soviétiques.
Yasue meurt en 1950 dans un camp de travail à Khabarovsk.

## Croyances et idéologie
Yasue est souvent représenté par erreur dans les médias occidentaux comme un partisan des Protocoles des Sages de Sion depuis sa traduction en japonais dans les années 1920. En réalité, les Russes blancs, voisins du Japon, étaient fortement antisémites et, selon Abraham Kaufman, Yasue a traduit les Protocoles dans le but de comprendre l'image qu'avaient les Russes des Juifs.
Vers 1940, il développe de proches relations avec plusieurs Juifs, et avec la communauté juive de Shanghai en général, et en dévient l'un de ses plus fervents défenseurs. Qu'il ait cru ou pas aux idées raciales et culturelles exprimées dans les Protocoles, il ressentait de la fierté à la vue du bonheur et de la sécurité des Juifs vivants dans l'empire du Japon.